# Gene Fullmer

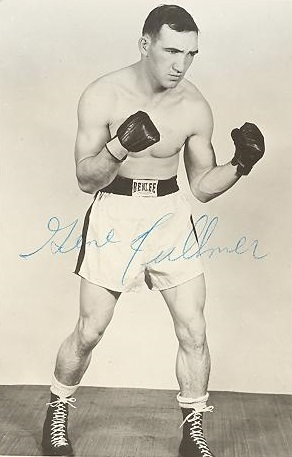
Gene Fullmer

Gene Fullmer, född 21 juli 1931 i  West Jordan, Utah, död 27 april 2015 i West Jordan, Utah, var en amerikansk proffsboxare, världsmästare i mellanvikt 1957.
Fullmer, som var mormon, började sin professionella boxarkarriär 1951 och vann 37 av sina första 41 matcher, inklusive den mot Sugar Ray Robinson som 1957 gjorde Fullmer till världsmästare. Den 1 maj samma år, då Fullmer varit världsmästare i fyra månader så när som på en dag, förlorade han titeln till Robinson i returmatchen. Det var Fullmers första förlust på KO. 
När NBA (National Boxing Association)  1959 ensidigt förklarade Robinson avsatt som mästare ordnades en match om den vakanta NBA-titeln mellan Fullmer och Carmen Basilio som Fullmer vann på TKO i rond 14. Då Robinson förlorat sin WBA-titel till Paul Pender  erkändes dock Fullmer inte denna gång som världsmästare av WBA. Någon titelmatch mellan Pender och Fullmer ordnades aldrig (de hade mötts 1955 då Fullmer förlorade) och Fullmer fick ingen sådan förrän Pender lagt handskarna på hyllan. Fullmer mötte då 23 oktober 1962 nigerianen Dick Tiger i den första av tre titelmatcher mellan dem och förlorade på poäng. Returmatchen slutade oavgjord. I den tredje matchen knockades Fullmer för andra gången i sin karriär och bestämde sig för att sluta med boxningen.
I sin sista match före titelmatcherna mot Tiger mötte Fullmer Benny Paret i en match som har blivit mycket omdiskuterad. Paret knockades grundligt av Fullmer men genomgick aldrig någon läkarundersökning efter matchen. Efter sin nästa match, mot Emile Griffith, avled Paret och många boxningssakkunniga anser att Fullmers knock var minst lika betydelsefull för den tragiska utgången som Griffiths. Fullmer har aldrig kommenterat saken offentligt.
Fullmers slutliga matchstatistik blev 55 segrar (24 på KO) 6 förluster och 3 oavgjorda.